# Український Католицький Допомоговий Комітет
Український Католицький Допомоговий Комітет у Стемфорді — заснований 1945 українською католицькою ієрархією в США як установа для допомоги і переселенчої акції українських втікачів і переміщених осіб у Західній Європі.
Головою був єпіскоп-помічник А. Сенишин, а заступником і протектором митрополит К. Богачевський. Представником у Мюнхені був 1946–1952 о. Стах Іван. За ці роки У. К.Д. К. розвинув найінтенсивнішу допомогу й переселенчу акцію; його заходами переселено до США понад 40 000 українців. Комітет співпрацював з американською католицькою добровільною установою (National Catholic Welfare, Conference) як його секція. Від 1961 діяльністю У. К.Д. К. керував В. Ленцик. З кінця 1960-их pp. комітет перестав існувати.